# Tetanolita mynesalis
Tetanolita mynesalis är en fjärilsart som beskrevs av Walker 1859. Tetanolita mynesalis ingår i släktet Tetanolita och familjen nattflyn. Inga underarter finns listade i Catalogue of Life.